# UGC 7983
UGC 7983 ist eine irreguläre Zwerggalaxie im Sternbild Jungfrau. Sie ist rund 28 Millionen Lichtjahre von der Milchstraße entfernt.